# Parafia św. Jadwigi Śląskiej w Nowych Kupiskach
Parafia pw. św. Jadwigi Śląskiej w Nowych Kupiskach – rzymskokatolicka parafia należąca do dekanatu Łomża – św. Brunona, diecezji łomżyńskiej, metropolii białostockiej.

## Historia
Od 29 czerwca 1992 r. istniał tu samodzielny ośrodek duszpasterski. Parafia pod wezwaniem Jadwigi Śląskiej została erygowana 29 listopada 1992 r. przez biskupa łomżyńskiego Juliusza Paetza. Powstała z terytorium parafii pw. św. Brunona z Kwerfurtu w Łomży.

## Kościół parafialny
Kościół murowany św. Jadwigi Śląskiej zbudowano w latach 1988–1992 staraniem ks. Henryka Jankowskiego, proboszcza i dziekana łomżyńskiego. Kościół został konsekrowany 29 czerwca 1992 przez biskupa łomżyńskiego Juliusza Paetza. W latach 1994–2000 wykonano ogrzewanie kościoła, zainstalowano dzwony i zabezpieczono dach.

## Proboszczowie
- ks. Henryk Osowiecki (1992—2001)[1]
- ks. Dariusz Nagórski (2001—2010)[1]
- ks. Piotr Sitkiewicz (2010–2018)[1]
- ks. Dariusz Narewski (2018–2019)
- ks. Krzysztof Dąbrowski (od 2019)[2]

## Zasięg parafii
W granicach parafii znajdują się miejscowości:
- Nowe Kupiski,
- Bożenica
- Stare Kupiski